# واين ووكر (لاعب كرة قدم أمريكية)
واين ووكر (بالإنجليزية: Wayne Walker)‏ هو لاعب كرة قدم أمريكية ولاعب كرة قدم كندية أمريكي، ولد في 27 ديسمبر 1966 في واكو في الولايات المتحدة.

## وصلات خارجية
- اين ووكر على موقع مرجع كرة القدم المحترفة.كوم (الإنجليزية)